# Chiesa e Squero di San Trovaso (Velence)
A Chiesa e Squero di San Trovaso (magyarul: San Trovaso temploma és hajógyára) két egymás mellett fekvő építményből álló érdekes komplexum Velence történelmi belvárosában, a Dorsoduro negyedben a Campo San Trovasón. Az úgynevezett „Squero di San Trovaso” a mai napig Velence régi, jellegzetes és speciális műhelye, ahol már a 17. század óta építik a vízi járműveket. Bár korábban más hajók és csónakok is készültek itt, ma már csupán gondolákat gyártanak az épületben. A squero maga velencei nyelvjárási szó, jelentése „hajógyár”. A város egyéb építményeihez képest szokatlan látvány, mivel stílusában nem velencei, inkább a szárazföldön fekvő házakhoz hasonlít. A San Trovaso temploma közvetlenül a műhelynél gyönyörű harangtornyával és a csatornára tekintő homlokzatával fogad. Az épület Andrea Palladio formai elemeit sejteti. A 16. században készült, miután a 9. századi, korábban itt emelkedő templom beomlott. A katolikus egyházi épületet Szent Gervasio és Proasio tiszteletére szentelték fel, így a két barát nevét összeadva kapta a San Trovaso elnevezést. A belső térben a két homlokzatnak felel meg a főoltár és a Confraternità del Santissimo Sacramento oltára Tintoretto műveivel.

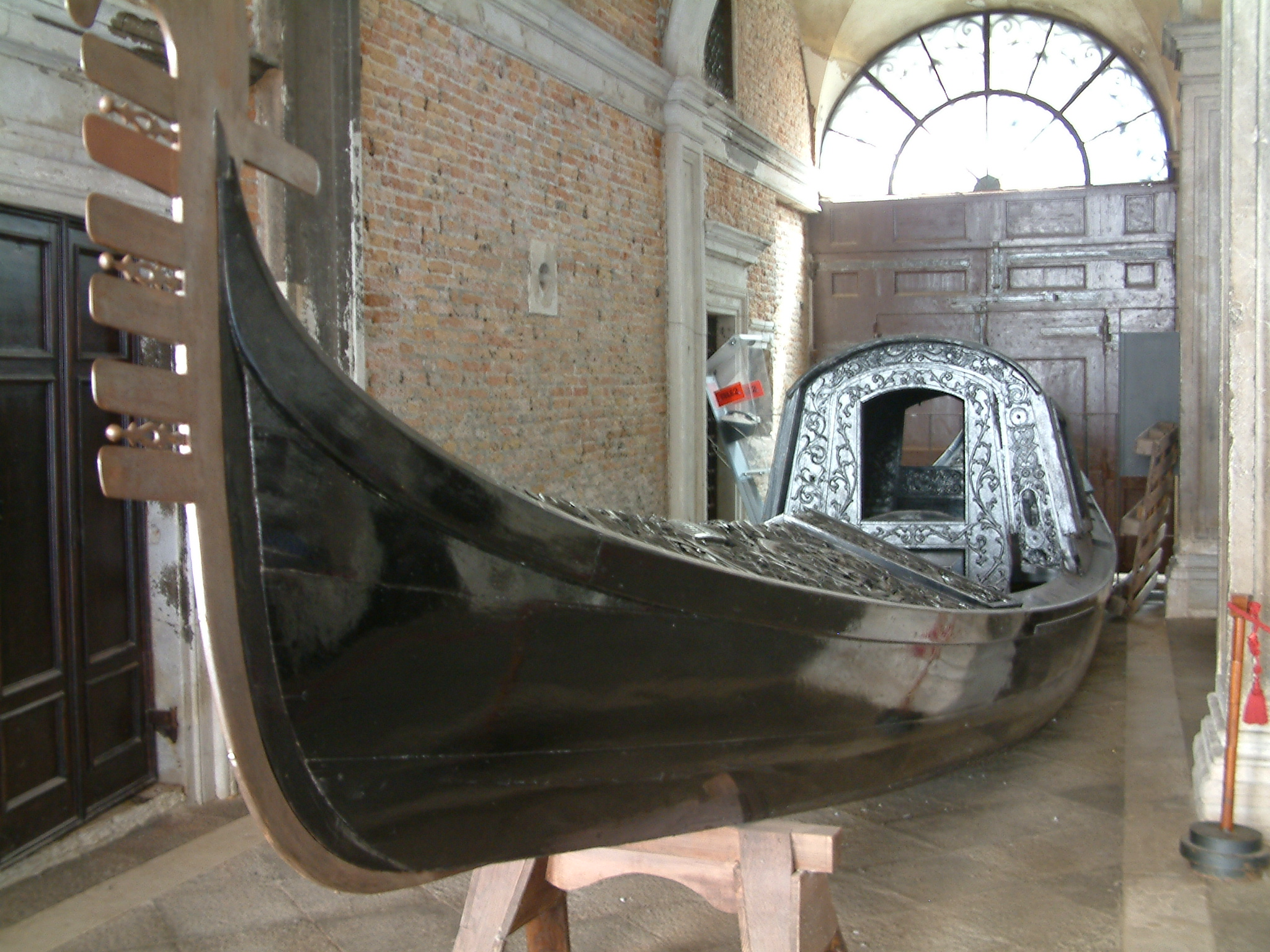
Gondola, velencei jármű - szárazon
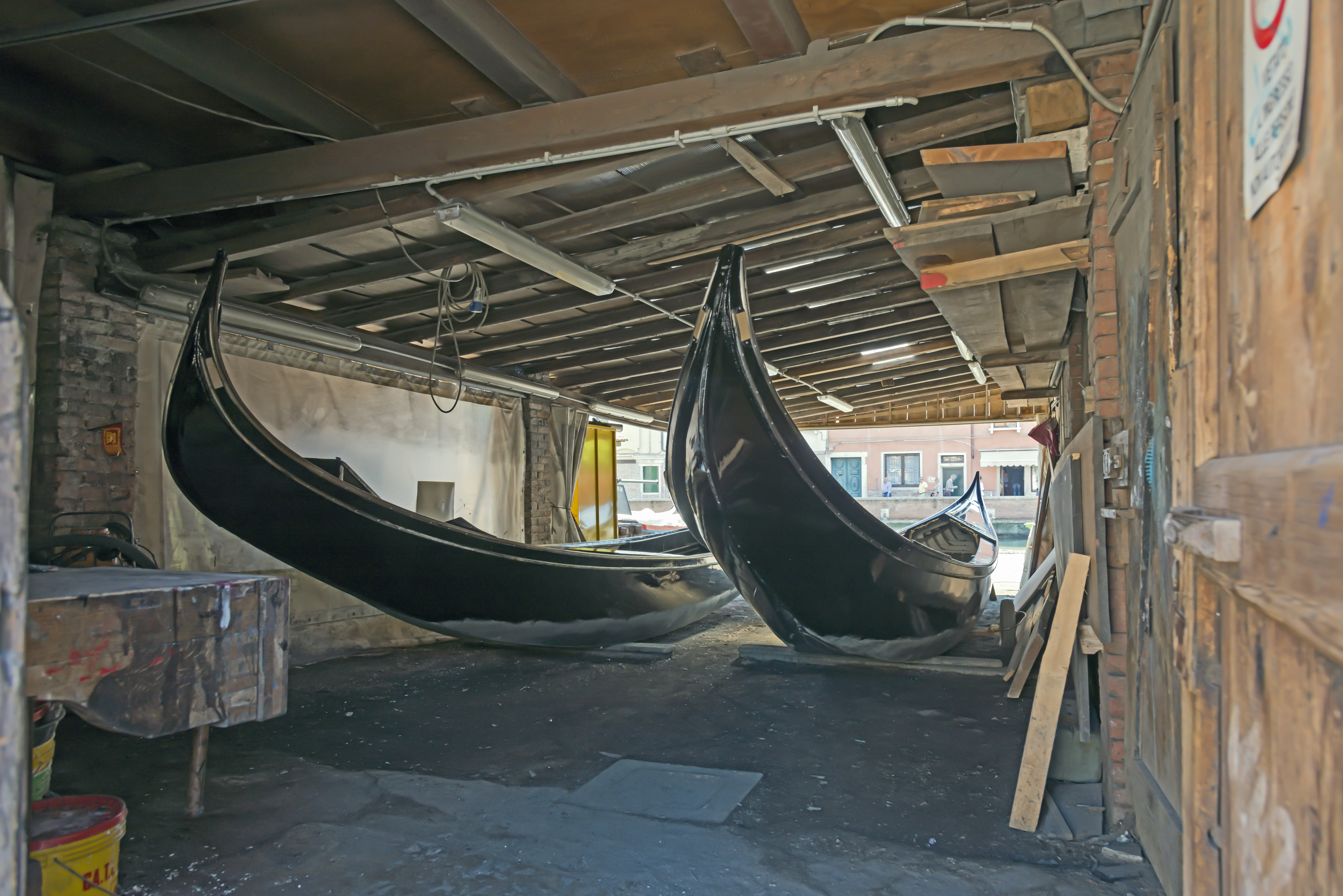
Két gondola a Squero di San Trovaso műhelyében
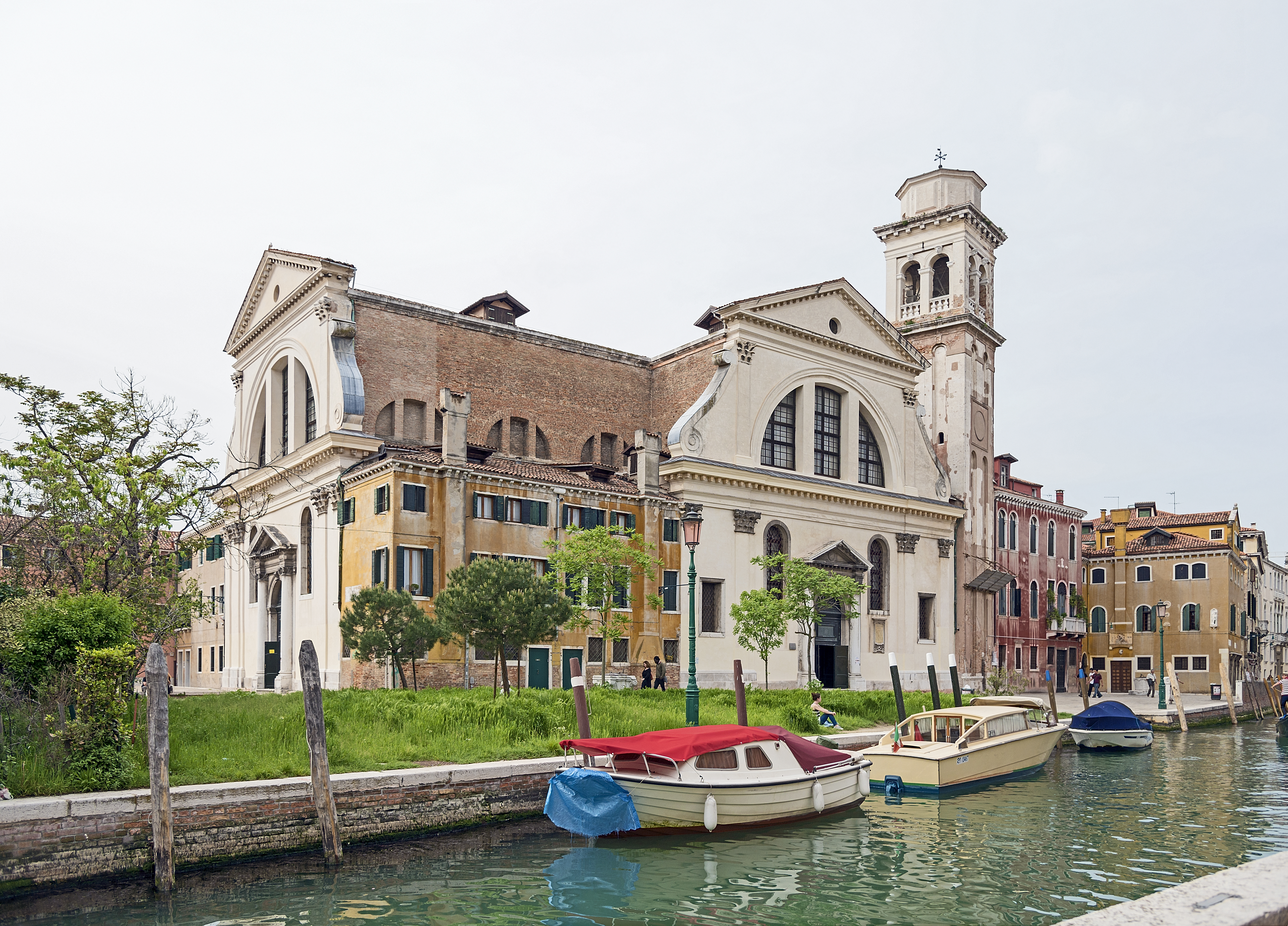
A San Trovaso-templom
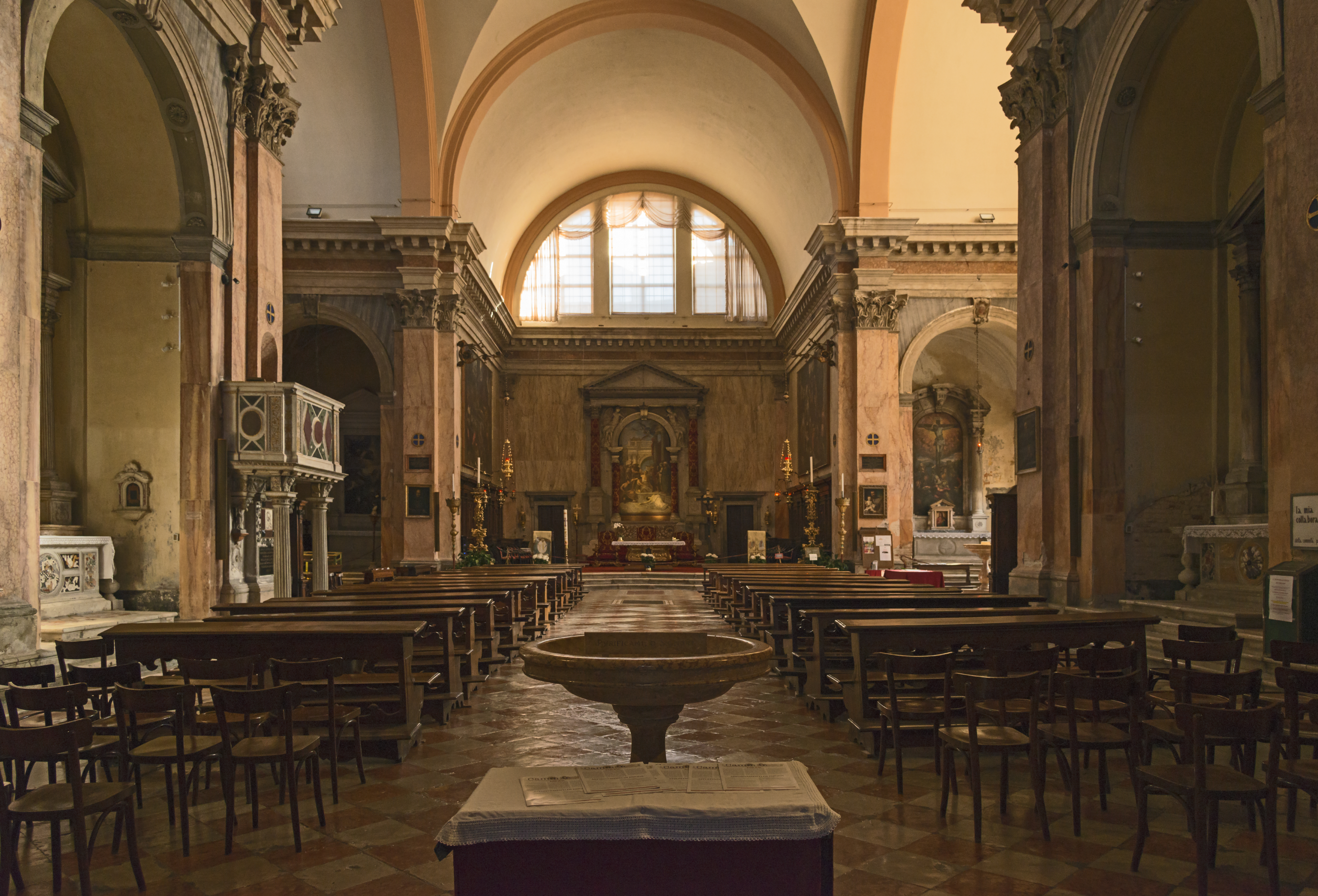
A templom belső tere